# Isidro de Morais Pereira
Isidro de Morais Pereira (* 1959) ist ein portugiesischer Offizier (Generalmajor).
Morais Pereira, Angehöriger des Portugiesischen Heeres, besuchte u. a. die Führungsakademie der Bundeswehr (FüAkBw) in Hamburg und wurde 1996 für seine Jahresarbeit mit der Ehrenurkunde General Carl von Clausewitz der Clausewitz-Gesellschaft ausgezeichnet. Zuletzt war er im Supreme Headquarters Allied Powers Europe (SHAPE) tätig.